# オイルゲル
オイルゲルは化粧品のパックシートや医薬品の経皮吸収製剤に使用される基剤のひとつ。オルガノゲル、オイルジェルとも呼ぶ。基剤にオイルを使用している。基剤に水を使用しているものはハイドロゲルと呼ばれる。